# فرودگاه تاچیکاوا
فرودگاه تاچیکاوا (به انگلیسی: Tachikawa Airfield) یک فرودگاه نظامی است که یک باند فرود آسفالت بتن دارد و طول باند آن ۹۰۰ متر است. این فرودگاه در شهر تاچیکاوا کشور ژاپن قرار دارد .